# Factoría Jupiter
La Factoría Jupiter (en ruso: Юпитер, Yupiter) es una fábrica abandonada situada en las afueras de Prípiat, en la zona de exclusión de Chernóbil, al norte de Ucrania. Oficialmente fabricante de grabadoras de casetes y componentes para electrodomésticos, la fábrica producía en secreto componentes semiconductores para el ejército y contaba con talleres de pruebas para sistemas robóticos.

## Historia
Como en Prípiat vivía mucha gente con estudios universitarios, la Unión Soviética decidió construir una fábrica en las afueras para emplear a algunas de esas personas. Esta fábrica se convirtió en el segundo empleador de la zona después de la central nuclear de Chernóbil. La fábrica abrió sus puertas en 1980 y empleaba a unas 3 500 personas. Oficialmente, Júpiter se construyó como una sucursal de la fábrica de Kiev, Mayak, donde se fabricaban grabadoras de casete y componentes electrónicos para electrodomésticos.
Pero la realidad era algo distinta. La producción de cintas y componentes para electrodomésticos era una cortina de humo para la producción secreta por parte de Júpiter de componentes semiconductores para la industria militar. En los laboratorios y talleres se probaban nuevos materiales y el departamento de robótica desarrollaba diversos sistemas robotizados.
Algún tiempo después de que el accidente de Chernóbil de 1986 provocara el abandono de Prípiat, algunos empleados regresaron a Júpiter y la fábrica se convirtió en un laboratorio radiológico para probar diversas técnicas de descontaminación y desarrollar instrumentos dosimétricos. La fábrica siguió funcionando hasta 1996; hoy está abandonada. El nivel de contaminación radiactiva en algunos lugares sigue siendo varias veces superior al nivel de seguridad, especialmente en el sótano.